# سانیورتا
سانیورتا (به لاتین: Saniorta) یک منطقهٔ مسکونی در روسیه است که در داغستان واقع شده‌است.